# Gare de Basarab
La gare de Basarab est une gare ferroviaire roumaine, c'est une gare terminale en cul-de-sac de plusieurs lignes. Elle est située dans le Sector 1, au nord du centre-ville de Bucarest, capitale du pays.
Proche de la gare de Bucarest Nord principale gare de la ville, elle n'est desservie que par des trains de banlieue.

## Histoire
La gare de Basarab est mise en service le 31 mai 1959. C'est une gare annexe de la grande gare du Nord pour des services de trains de banlieue.

## Service des voyageurs

### Accueil
Elle dispose d'un bâtiment voyageurs avec guichet, point d'information et salle d'attente. Elle est équipée d'automates pour l'achat de titres de transport.